# 阿斯多县

所在位置

阿斯多县，是巴基斯坦吉尔吉特-巴尔蒂斯坦南部的一个县。总面积5,092 km2 (1,966 sq mi)，总人口71,666(1998)。

## 行政区划
阿斯多县分为2个乡。